# New Kidney in Town
New Kidney in Town («Новая почка в городе») — восьмой эпизод девятого сезона мультсериала «Гриффины», премьера которого состоялась 9 января 2011 года на канале FOX.

## Сюжет
У Питера появляется зависимость от энергетического напитка «Red Bull». Он ведет себя буйно от избытка энергии. Лоис это раздражает, и она выливает напиток. Питер решает приготовить свой собственный, и после его употребления у него отказывают обе почки. Гриффины в ужасе. Существует огромная очередь на пересадку почек, и вряд ли Питеру удастся получить почку в ближайшее время. Выбора нет, приходится ходить на постоянные процедуры в больницу. Случается так, что Питер пропускает одну процедуру, и его состояние резко ухудшается. Его в срочном порядке госпитализируют в больницу. Доктор говорит, что согласно результатам исследования, ни один из Гриффинов не подходит под пересадку почки.
Брайан готов стать донором, и он генетически подходит, но собачья почка слишком мала, доктор говорит о том, что придется пересадить сразу две почки, что непременно убьет Брайана. Тем не менее, пёс соглашается, ведь у них с Питером было много приятных моментов в жизни. Вся семья плачет над кроватью Питера.
Ночь перед операцией. Стьюи похищает Брайана, говоря о том, что не позволит ему сделать это. Со слезами на глазах Стьюи слушает Брайана, который говорит, что он сможет вырасти без собаки, но без отца — нет. Утром все оказываются в больнице: Питер и Брайан готовы к операции. Но тут в палату врывается сам доктор, который говорит, что его почка идеально подходит для пересадки. Это означает, что Брайан будет жить.
Тем временем Крис и Мег готовятся к приезду в их школу Барака Обамы. Вместе они читают лирическое эссе, в зале всё семейство Гриффинов, в том числе Брайан. Эпизод заканчивается зажигательным номером чернокожего американца, очень напоминающего американского президента.

## Создание
Автор сценария: Мэтт Гарриган и Дейв Уиллис
Режиссёр: Пит Майклс
Композитор:
Приглашённые знаменитости: Дрю Кэри (камео, ведущий шоу The Price is Right — российский аналог «Цена удачи»), Ральф Гарман и Кристин Лакин

## Интересные факты